# 1891年3月14日のリンチ事件

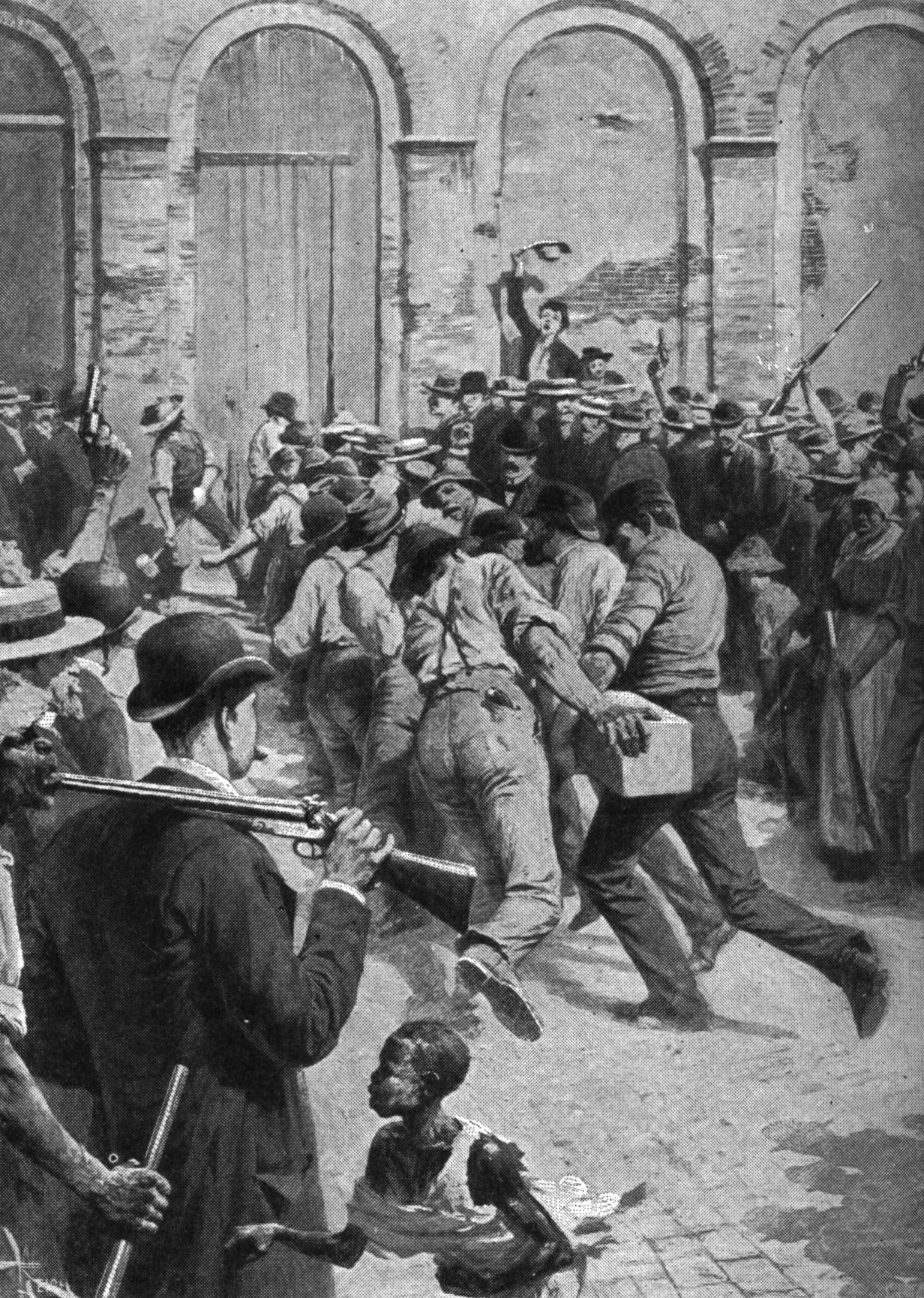
刑務所に殺到し、門を叩き壊そうとする民衆。
History of the United States Of America, チャールズ・スクリブナーズ・サンズ（ニューヨーク、1912）

1891年3月14日のリンチ事件（1891ねん3がつ14かのリンチじけん、英語: March 14, 1891 lynchings）は、アメリカ合衆国ルイジアナ州ニューオーリンズで1891年3月14日に発生したイタリア系アメリカ人に対する虐殺事件である。

## 事件の背景

### デヴィッド・C・ヘネシーの暗殺
1890年10月15日の夕方、ニューオーリンズ警察の署長であるデヴィッド・C・ヘネシーは帰宅中に複数の殺し屋に銃撃された。ヘネシーも反撃して犯人を追跡したが意識を失った。同僚の警察官や友人によると病院で意識を取り戻したヘネシーは「ダゴ」（イタリア系アメリカ人に対する蔑称）という言葉を呟いたが、翌日に昏睡状態に陥り死亡した。
ニューオーリンズでは港湾事業に関連するビジネスを巡って2つのファミリーが対立しており、ヘネシーは一方のファミリーのメンバーを刑務所送りにしたが、複数の報告書によるとヘネシーは裁判の流れを覆す新しい証拠を握っていたという。いずれにせよヘネシー暗殺犯は「イタリア人」と信じられており、地元の新聞も「イタリア人による殺人」を非難した。

### 捜査の開始
ヘネシーはニューオーリンズで非常に人気があり、殺人犯逮捕に対する警察当局へのプレッシャーは凄まじかった。ヘネシーを署長に任命したニューオーリンズ市長のジョセフ・Ａ・シェークスピアは捜査官に対して「全ての近隣住民を調べ、出会ったイタリア人は片っ端から逮捕せよ。」と命じた。そのため事件後24時間で45人ものイタリア系住民が逮捕された。一連の報告書によると250人以上のイタリア系住民が逮捕された。しかしほとんどが証拠不十分で釈放された。イタリア系住民は家から出ることを恐れたが、事件から数日後に混乱は収まり、仕事に戻っていった。
ヘネシーの死から数日後、シェークスピア市長は市民に対して「ヘネシーはシシリア人の復讐による犠牲者だ。我々がこの事件を忘れないことを犯人たちに伝えよう」と訴えた。さらに市長は捜査委員会に対し、秘密結社、暗殺教団等あらゆる組織に対し、徹底的かつ迅速で効率的な捜査を行うよう要請した。10月23日に捜査委員会はイタリア系アメリカ人のコミュニティーに対して情報提供を呼びかけ、恫喝とも取れるような文書を送り付けた。
結局19人のイタリア系住民が殺人及びその共犯容疑で逮捕され、保釈金なしで刑務所に収監された。容疑者の中には前述の件でヘネシーに逮捕されたファミリーのメンバーや関係者が含まれていた。他にはヘネシーの殺害現場の近くに住んでいた靴屋、その靴屋の友人で果実の行商人、犯行時に現場から立ち去る姿を警察官に目撃された者が含まれていた。
さらに捜査委員会は2人の私立探偵を囚人に変装させて刑務所に送り込み、収監されている容疑者から情報を得ようとしたが全くの無駄だった。犯行を告白した者もいたが、精神を病んでいると判断されたためその証言は証拠として認められなかった。
一方で容疑者たちは裁判が始まる前に極めて厳しい世論に包囲されていた。全国の新聞が「ニューオーリンズに多数のマフィア」、「1100人のダゴの犯罪者」などと書き立てた。複数のショットガンが犯行現場の近くから発見された。その中に含まれていた前装式のショットガンはニューオーリンズやアメリカ南部で一般的に使用されているものだが、警察官はイタリア系がよく使うものだと主張した。地元の新聞はこれらのショットガンがイタリア製だと報道したが、実はアメリカ製であった。
人気者であったヘネシーの死は市民の過激な行動に拍車をかけ、10月17日には刑務所に潜入して容疑者を銃撃する者まで現れた（被害者は首を撃たれたが命を取り留め、銃撃犯は懲役6ヶ月の刑を宣告された）。

### 裁判
1891年2月16日に9名の被告の裁判が始まった。12名の陪審員はイタリア系でなく、イタリア系住民に偏見を持たず、さらに死刑に反対しない者を選んだために時間がかかった。
裁判では多数の証拠が示されたが被告の有罪を決定付けるようなものは存在しなかった。犯行現場も薄暗く、目撃者は犯人の顔を見ていなかった。また犯人に結び付くような有力な証言も得られなかった。ヘネシーと同僚であるオコナー警部はヘネシーが「イタリア人にやられた」と証言したと主張したが、証拠として採用されなかった。
一方で公判中に被告の弁護士事務所の2名の職員が陪審員に贈賄を図ったとして逮捕されたが
、証拠不十分で不起訴になった。
3月13日に裁判が結審し、6名に無罪判決。3名に審理無効の判決が下された。しかし無罪判決を受けた6名は「殺人を行うための待ち伏せ」なる罪状で釈放が認められなかった。検事は罪状を取り下げる意向を示したが、結局9名全員が不確かな根拠により拘束され続けた。陪審員たちは法廷から退出する際に激昂した民衆の面前にさらされ、一部の被告はマスコミに対して判決の正当性を訴えたが、仕事を解雇されたり、様々な嫌がらせや脅迫を受けた。

## 事件

### 民衆の激昂

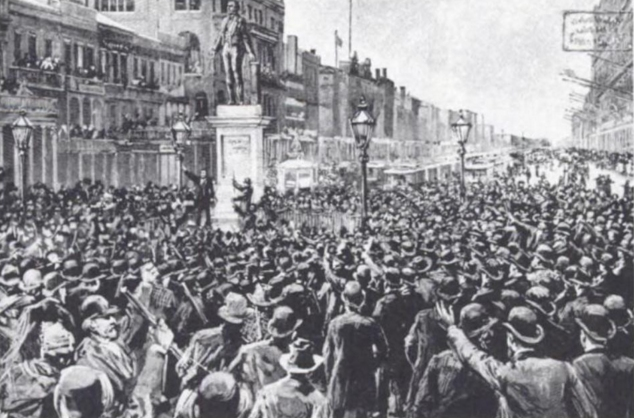
1891年3月28日のHarper's Weekly紙によるヘンリー・クレイの彫像の周りに集まった民衆を扇動する弁護士。

判決翌日に約150名の有志が「安全委員会」を設置して今後の対応を協議し、新聞に広告を掲載した。その内容は判決を厳しく非難し、イタリア系住民への反感を煽り立てるようなものだった。
数千名の民衆が刑務所近くの広場に集結した。ニューオーリンズのイタリア人領事はルイジアナ州の知事に暴動の発生を防ぐよう求めたが、市長からの要請ではないという理由で拒絶された。弁護士も判決が不当であり偏向しているとヘンリー・クレイの彫像の前で民衆に訴え、全ての陪審員は嘘つきでろくでもない奴と非難した 。民衆は刑務所の周りを行進し「ダゴを引き渡せ」と訴えた。

### 虐殺
遂に暴徒が刑務所の扉を叩き壊して侵入した。刑務所の看守は19人のイタリア系の収監者を監房から解放し、身を隠すよう促した。刑務所の外に集まった数千人の群衆から自然発生的に私刑が発生し、一部の者が率いる「処刑部隊」が実行した。結局11名が射殺されたり撲殺され、一部の犠牲者の遺体は街灯や木に吊るされた。リンチを免れた生存者は釈放され、裁判にかけられなかった者に対する告訴は取り下げられた。
警察の記録によると、一部の犠牲者はテキサス州やイタリアで犯罪を犯して逃亡中であり、アメリカ国籍を保有していない者もいた。

## 影響

### イタリア系アメリカ人への偏見

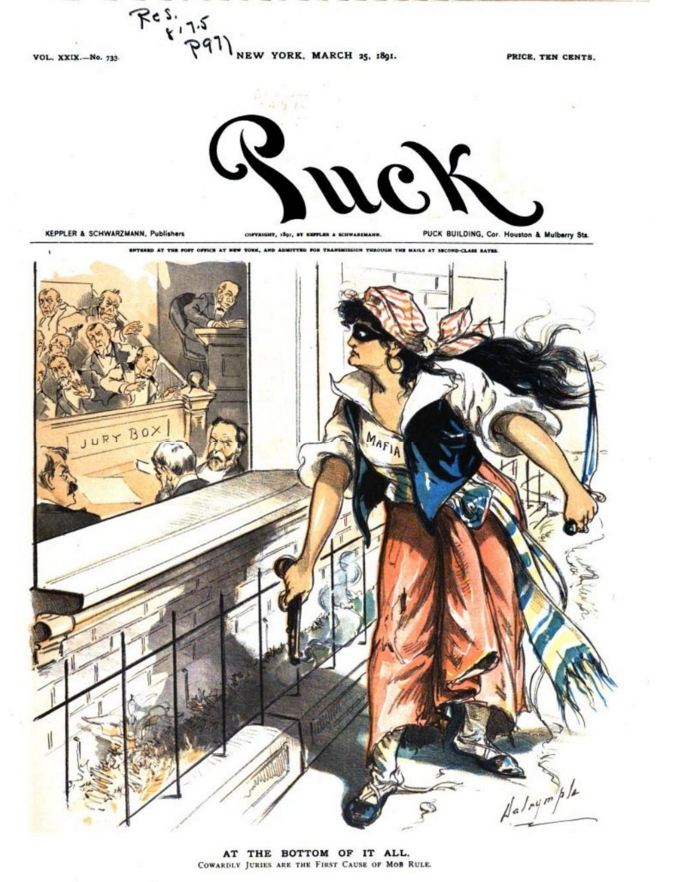
1891年3月25日のPuck紙による風刺画。イタリア人のマフィアが陪審員を脅迫している。

多くのイタリア人に対する反感は南イタリア人、特にシシリア人に対して向けられた。特にアメリカ南部ではシシリア人は白人と認識されていなかった（コーカソイドの中でも南イタリア人は髪が黒く肌が浅黒い傾向がある）。アメリカ移民局も北イタリア人と南イタリア人を別の人種として明確に区別していた。1890年から1910年の間に白人の人口構成に占めるシシリア人の割合は4％にも満たなかったが、アメリカ南部ではリンチで殺害された白人に占めるシシリア人の割合は40％にも達した。

### マスコミの論調
多くの新聞社の論調は虐殺を引き起こした者に大いに同情的であり、反イタリア人感情に支配されていた。犠牲者をマフィアと結び付け、リンチを受けたのはその報いだというものであった。ニューヨーク・タイムズ紙の見出しは「ヘネシー署長の復讐　イタリア人の殺人犯射殺される」であり、シシリア人を中傷する論調であった。
多くのマスコミは犠牲者を非難して虐殺を引き起こした者を擁護し、その後形式的に自警行為を非難した。一例としてマサチューセッツ州選出の下院議員であるヘンリー・カボット・ロッジは暴徒の行動を遺憾としつつ、イタリアからやって来る移民に新たな制限を設けることの正当性を主張した。ロンドンタイムス紙もこの意見に賛同した。
しかし全てのマスコミが暴徒の行動を正当化したわけではない。チャールストンニュース＆クーリエ紙は「自警行為といえども暴力はどのような理由があっても許されない」と述べ、セントルイス・リパブリック紙は「殺害された犠牲者はイタリア人という理由で些細なことでも疑いをかけられた」と記した。
一部のアメリカ北部の新聞は虐殺行為を厳しく非難したが、一方で多くの新聞は虐殺行為を陰に陽に擁護した。ボストン・グローブ紙は見出しに「短剣による支配：ニューオーリンズの市民は降りかかる呪いに立ち上がった」と記した。
リンチ事件の発生後、新聞社は根拠のない噂（数千人のイタリア系アメリカ人がニューオーリンズの攻撃を計画していた、ニューヨークやシカゴの鉄道を破壊しようとした）を広め 、ヘネシー暗殺事件の容疑者の弁護士がマフィアに雇われていたと報道した（実際はアメリカ中のイタリア語新聞社が容疑者の弁護費用基金を立ち上げていた）。
イタリア政府とイタリア系アメリカ人のコミュニティーが強硬に抗議すると、マスコミの虐殺行為を擁護するこれらの論調は減少していった。

### リンチ事件の裁判
リンチ事件を裁く大陪審が1891年3月17日に開かれ審議が行われたが、「数千人の市民が集結してリンチが行なわれたため、特定の者を裁くことができない」という理由で誰も罪に問われなかった（判事は容疑者と長年の友人だった）。さらに本事件後にルイジアナ州で少なくとも8人のイタリア系住民に対してリンチが行われたが誰も罪に問われなかった。

### 政治的影響
この事件はアメリカとイタリアの外交関係を緊張させた。イタリア政府は虐殺を引き起こした者が裁かれ、犠牲者の家族に賠償が支払われるよう求めたがアメリカ政府は拒否した。イタリア政府はワシントンから大使を召還して抗議し、アメリカ政府もローマから大使館員を召還した。両国の外交関係は一年以上も停滞し、戦争の噂まで漂いはじめた。ベンジャミン・ハリソン大統領は被害者の家族に対して2万5千ドル支払うことに同意したが議会はこの決定に干渉し「議会の力を強奪した憲法違反」の疑いで阻止しようとした。

### その後
この事件はアメリカではほとんど忘れ去られ、付随的に教科書に掲載される程度であるが、イタリアでは広く知られている。
シェークスピア市長は1892年の選挙で僅差で敗北し再選を阻まれた（イタリア系住民の投票行動が決定的な敗北の原因となった）。
ガスパール・マルケージという父親をリンチにより失った少年がニューオーリンズ市を訴え、1893年に5000ドルの賠償金を得た。
ヘネシーの死後警察へのデモが行われ、排外主義者はイタリアからやって来る移民のアメリカへの移住を止めようとした。ヘンリー・カボット・ロッジは「ヨーロッパから貧民と犯罪者がアメリカに押し寄せた」と主張し、読み書きのテストを課して貧しい移民を排除することを提案した。
ヘネシー暗殺事件は「マフィア」という言葉がアメリカで一般的に広まるきっかけとなった。イタリア系アメリカ人＝マフィアというステレオタイプな見方が出来上がった。マスコミは「マフィア」という言葉を安易に使用し、個人的なイタリア系アメリカ人の犯罪を根拠もなくマフィアと頻繁に結び付けた。
被告の一人だったピアーナ・デイ・グレーチ出身のチャールズ・マトランガ（Charles Matranga、1857年-1943年）は辛くもリンチを免れて生還し、釈放後はニューオーリンズの覇権を掌握した。彼の一家は、後にニューオーリンズ一家と呼ばれることになる。